# Confine tra Tanzania e Uganda
Il confine tra la Tanzania e l'Uganda ha una lunghezza di 391 km e va dal triplice confine con il Ruanda a ovest, fino al triplice confine con il Kenya a est.

## Descrizione
Il confine inizia alla triplice frontiera con il Ruanda e nei suoi primi 60 km segue il corso del fiume Kagera, verso est. I successivi 340 km seguono una linea retta da ovest a est lungo il 1º parallelo di latitudine sud. La maggior parte di questa linea retta si trova sul Lago Vittoria e termina al triplice confine con il Kenya.

## Storia
Il confine tra i due paesi risale all'epoca coloniale quando Gran Bretagna e Germania, a partire dal 1886, stabilirono le loro reciproche sfere di influenza poste tra la sponda orientale del lago Vittoria e l'Oceano Indiano e dal lato orientale dello Stato Libero del Congo. Un trattato anglo-tedesco del 1890, basato su quello del 1886 stabilì un accordo di delimitazione tra le aree corrispondenti all'attuale Uganda e al Tanganica. Prima del trattato del 1890, i britannici rivendicarono un'area a sud del Lago Vittoria che si estendeva fino al Lago Tanganica mentre i tedeschi reclamarono un confine che si sarebbe esteso verso nord-ovest dalla sponda orientale del Lago Vittoria incrociando il Regno di Buganda, che all'epoca rappresentava una parte dell'Uganda. Quest'ultima rivendicazione avrebbe permesso una via di accesso delle sorgenti del Nilo all'interno della sfera tedesca.
L'accordo anglo-tedesco sottoscritto a Bruxelles il 14 maggio 1910 diede forma all'attuale confine modificando in parte le delimitazioni tra i territori britannici e tedeschi fissate dal trattato del 1890. Furono modificati i settori tra il triplice confine con il Congo belga e la confluenza dei fiumi Kakitumba e Kagera, comprendendo l'attuale confine Ruanda-Uganda e il segmento occidentale dell'attuale confine Tanzania-Uganda posto sul lago Vittoria.
L'Uganda, che fu un protettorato britannico dal 1902, divenne indipendente il 9 ottobre 1962. Il Tanganica, dopo la sconfitta tedesca nella prima guerra mondiale, fu posto sotto l'amministrazione britannica prima come mandato della Società delle Nazioni e successivamente, nel 1946, come territorio fiduciario delle Nazioni Unite. Il Tanganica acquisì l'indipendenza come repubblica il 21 dicembre 1961. La Repubblica Unita di Tanzania si formò nel 1964 con la fusione di Tanganica e Zanzibar.

## Insediamenti vicino al confine

### Tanzania
- Musoma
- Mutukula

### Uganda
- Kikagati
- Mutukula